# اولینا ساسنکو
اولینا ساسنکو (به انگلیسی: Evelina Sašenko) (زاده ۲۶ ژوئیه ۱۹۸۷) خواننده اهل لیتوانی است.
او در مسابقه آواز یوروویژن ۲۰۱۱ نماینده لیتوانی بود.